# Foot Ball Club Spezia 1906 1974-1975
Questa voce raccoglie le informazioni riguardanti il Foot Ball Club Spezia 1906 nelle competizioni ufficiali della stagione 1974-1975.

## Stagione
Viene riconfermato l'allenatore Giuseppe Corradi sulla panchina degli aquilotti.
Dopo le esperienze nelle categorie superiori con Messina, L.R. Vicenza e Genoa fa ritorno nella "sua" Spezia il centrocampista Roberto Derlin.
In campionato lo Spezia ottiene con 37 punti il dodicesimo posto, a mezza classifica, lontano cinque punti dalla quota retrocessione, il campionato è stato vinto con 53 punti dal Modena di Ezio Galbiati.
Nella Coppa Italia di Serie C gli aquilotti raggiungono ancora i quarti di finale, dove trovano disco rosso contro il Monza che vincerà la manifestazione.

## Rosa
| N. |                   | Ruolo | Calciatore           |
| -- | ----------------- | ----- | -------------------- |
|    | Italia (bandiera) | A     | Daniele Agostini     |
|    | Italia (bandiera) | D     | Giuseppe Bianchi     |
|    | Italia (bandiera) | A     | Marco Biloni         |
|    | Italia (bandiera) | C     | Giampaolo Bonanni    |
|    | Italia (bandiera) | P     | Roberto Brustenga    |
|    | Italia (bandiera) | C     | Angelo Caocci        |
|    | Italia (bandiera) | D     | Ezio Cattaneo        |
|    | Italia (bandiera) | C     | Carlo Cintoi         |
|    | Italia (bandiera) | A     | Gianni Comini        |
|    | Italia (bandiera) | P     | Antonio Dal Poggetto |

| N. |                   | Ruolo | Calciatore          |
| -- | ----------------- | ----- | ------------------- |
|    | Italia (bandiera) | C     | Roberto Derlin      |
|    | Italia (bandiera) | D     | Furio Finetti       |
|    | Italia (bandiera) | D     | Emer Franceschi     |
|    | Italia (bandiera) | A     | Emilio Frigerio     |
|    | Italia (bandiera) | C     | Giorgio Giulietti   |
|    | Italia (bandiera) | C     | Graziano Gori       |
|    | Italia (bandiera) | C     | Mario Morosini      |
|    | Italia (bandiera) | D     | Osvaldo Motto       |
|    | Italia (bandiera) | A     | Claudio Ricciarelli |
|    | Italia (bandiera) | C     | Angelo Seghezza     |

## Risultati

### Serie C

#### Girone di andata
| Arbitro: | Celli (Trieste) |

|                                            |           |  |
| Graziani 31’ (rig.), 76’ (rig.) Martin 65’ | Marcatori |  |

| Arbitro: | Prestigiovanni (Trapani) |

|              |           |                     |
| Seghezza 48’ | Marcatori | 52’ (rig.) Galletti |

| Arbitro: | Milan (Treviso) |

|  |           |              |
|  | Marcatori | 20’ Agostini |

| Arbitro: | Rizza (Siracusa) |

|              |           |  |
| Agostini 17’ | Marcatori |  |

| La Spezia 13 ottobre 1974 5ª giornata | Spezia             | 0 – 0 | Rimini | Stadio Alberto Picco\| Arbitro: \| Selicorni (Milano) \| |
| Arbitro:                              | Selicorni (Milano) |       |        |                                                          |

| Arbitro: | Romanetti (Messina) |

|  |           |                  |
|  | Marcatori | 3’ (rig.) Caocci |

| Arbitro: | S. Marino (Taranto) |

|  |           |             |
|  | Marcatori | 54’ G. Gori |

| Arbitro: | Tempio (Catania) |

|                               |           |  |
| Lamagni 79’ (aut.) Biloni 80’ | Marcatori |  |

| Arbitro: | Tonolini (Milano) |

|                          |           |  |
| Giannini 44’ Montosi 68’ | Marcatori |  |

| Arbitro: | Artico (Padova) |

|  |           |               |
|  | Marcatori | 36’ Pulitelli |

| Arbitro: | Zanchetta (Treviso) |

|             |           |            |
| Berardi 75’ | Marcatori | 45’ Biloni |

| Arbitro: | Bronzino (Monza) |

|           |           |              |
| Motto 83’ | Marcatori | 52’ Ferrario |

| Arbitro: | Lanzafame (Taranto) |

|                           |           |  |
| Morosini 55’ Frigerio 61’ | Marcatori |  |

| Ravenna 15 dicembre 1974 14ª giornata | Ravenna          | 0 – 0 | Spezia | Stadio Bruno Benelli\| Arbitro: \| Castaldi (Vasto) \| |
| Arbitro:                              | Castaldi (Vasto) |       |        |                                                        |

| Arbitro: | Mascia (Milano) |

|              |           |  |
| Frigerio 35’ | Marcatori |  |

| Arbitro: | Parussini (Udine) |

|              |           |                                     |
| Belluzzi 20’ | Marcatori | 37’ G. Gori 44’ Frigerio 75’ Biloni |

| Arbitro: | Terpin (Trieste) |

|             |           |  |
| G. Gori 90’ | Marcatori |  |

| La Spezia 19 gennaio 1975 18ª giornata | Spezia        | 0 – 0 | Lucchese | Stadio Alberto Picco\| Arbitro: \| Lops (Torino) \| |
| Arbitro:                               | Lops (Torino) |       |          |                                                     |

| Arbitro: | Romanetti (Messina) |

|                       |           |            |
| Bellinazzi 32’ (rig.) | Marcatori | 79’ Biloni |

#### Girone di ritorno
| Arbitro: | Milan (Treviso) |

|            |           |            |
| Biloni 28’ | Marcatori | 39’ Zanoli |

| Arbitro: | Mattei (Macerata) |

|                                         |           |            |
| Tosi 38’ Angeloni 40’, 83’ Vaccario 80’ | Marcatori | 69’ Biloni |

| Arbitro: | Esposito (Torre Annunziata) |

|             |           |             |
| G. Gori 83’ | Marcatori | 78’ Buttini |

| Arbitro: | Longhi (Roma) |

|                |           |  |
| Lo Vecchio 44’ | Marcatori |  |

| Arbitro: | Zanchetta (Treviso) |

|                |           |             |
| De Carolis 11’ | Marcatori | 82’ G. Gori |

| Arbitro: | Meneghetti (Verona) |

|              |           |  |
| Frigerio 18’ | Marcatori |  |

| Arbitro: | Bei (Roma) |

|           |           |                                    |
| Caocci 8’ | Marcatori | 25’, 62’ De Ponti 47’ Perissinotto |

| Arbitro: | Mondoni (Milano) |

|                          |           |              |
| Lupini 52’ Piga 74’, 83’ | Marcatori | 80’ Frigerio |

| Arbitro: | Zanchetta (Treviso) |

|              |           |               |
| Frigerio 52’ | Marcatori | 75’ Giannotti |

| Arbitro: | Canesi (Cremona) |

|                       |           |            |
| Diodati 5’ Chiodi 40’ | Marcatori | 78’ Comini |

| Arbitro: | Agate (Torino) |

|                          |           |             |
| Morosini 40’ G. Gori 66’ | Marcatori | 42’ Zanotti |

| Arbitro: | Migliore (Palermo) |

|                      |           |              |
| P. Ferrario 28’, 73’ | Marcatori | 80’ Frigerio |

| Arbitro: | Mascia (Milano) |

|                       |           |             |
| Gagliardelli 36’, 51’ | Marcatori | 70’ G. Gori |

| Arbitro: | Badari (Roma) |

|            |           |              |
| G. Gori 6’ | Marcatori | 8’ Ragazzoni |

| Arbitro: | Ponzano (Alessandria) |

|           |           |                         |
| Marini 4’ | Marcatori | 75’ Biloni 90’ Frigerio |

| Arbitro: | Simini (Torino) |

|            |           |                          |
| Biloni 53’ | Marcatori | 45’ Belluzzi 75’ Gallina |

| Arbitro: | Parussini (Udine) |

|                                              |           |  |
| Bonaldi 9’ (rig.) Novellino 34’ Bressani 47’ | Marcatori |  |

| Arbitro: | Morganti (Ascoli Piceno) |

|                 |           |             |
| F. Ferrario 84’ | Marcatori | 7’ Frigerio |

| Arbitro: | Bergamo (Livorno) |

|            |           |                         |
| Biloni 79’ | Marcatori | 2’ Blasig 36’ Colombini |

### Coppa Italia Semiprofessionisti

#### Fase eliminatoria a gironi
| Arbitro: | Bartoletti (Forlì) |

|            |           |                   |
| Caocci 50’ | Marcatori | 76’ (rig.) Zunino |

| Arbitro: | Porta Fusè (Vigevano) |

|                                      |           |  |
| Frigerio 15’ Caocci 58’ Agostini 60’ | Marcatori |  |

| Novi Ligure 4 settembre 1974 4ª giornata | Novese           | 0 – 0 | Spezia | Stadio Costante Girardengo\| Arbitro: \| Mondoni (Milano) \| |
| Arbitro:                                 | Mondoni (Milano) |       |        |                                                              |

| Arbitro: | Vivarelli (Firenze) |

|                          |           |                                      |
| Pacciani 51’, 55’ (rig.) | Marcatori | 2’ Ambrosini 18’ Frigerio 60’ Biloni |

#### Fase finale
| Tortona 16 ottobre 1974 Sedicesimi di finale - Andata | Derthona      | 0 – 0 | Spezia | Stadio Fausto Coppi\| Arbitro: \| Redini (Pisa) \| |
| Arbitro:                                              | Redini (Pisa) |       |        |                                                    |

| Arbitro: | Bardoni (Modena) |

|                                |           |             |
| Caocci 18’ (rig.) Seghezza 67’ | Marcatori | 85’ Donadel |

| Arbitro: | Falasca (Chieti) |

|              |           |  |
| Agostini 88’ | Marcatori |  |

| Arbitro: | Vitali (Bologna) |

|                       |           |                          |
| Basili 6’ Cipelli 53’ | Marcatori | 23’ Biloni 78’ Giulietti |

| Arbitro: | Baldoni (Ancona) |

|              |           |               |
| Frigerio 82’ | Marcatori | 74’ Berlucchi |

| Arbitro: | Selicorni (Milano) |

|             |           |  |
| Buriani 50’ | Marcatori |  |